# Neptunea decemcostata
Neptunea decemcostata is een slakkensoort uit de familie van de Buccinidae. De wetenschappelijke naam van de soort is voor het eerst geldig gepubliceerd in 1826 door Say.